# Incidente da Ilha Maury

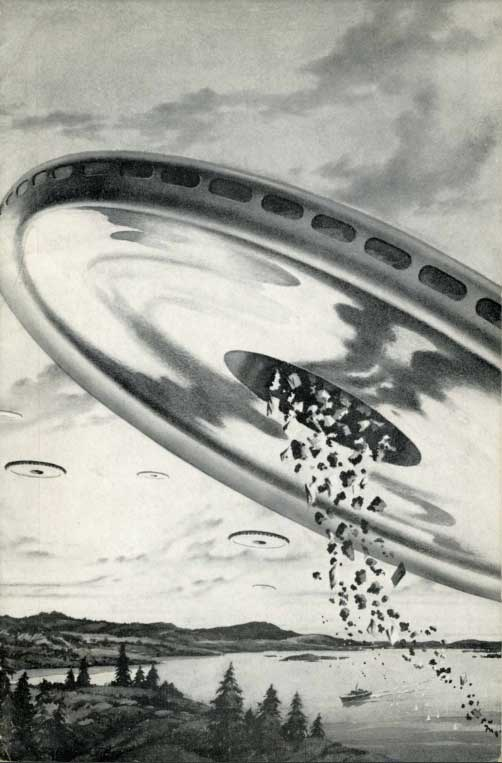
Reconstrução artística do suposto incidente.

O incidente da Ilha Maury se refere às alegações feitas por Fred Crisman e Harold Dahl sobre destroços caindo do céu e ameaças de homens de preto após avistamentos de objetos voadores não identificados no céu da Ilha Maury, Washington, Estados Unidos. O par disse que os eventos ocorreram em 21 de junho de 1947. O incidente é considerado uma farsa, até por pessoas que acreditam em OVNIs e discos voadores.
Em 1 de agosto, dois oficiais da força aérea encarregados de investigar o incidente foram mortos quando o avião deles bateu fora de Kelso, Washington. O chefe do Project Blue Book, Edward J. Ruppelt, se referiu a história como “a farsa mais suja na história dos OVNIs”.
O incidente da Ilha Maury inspirou um filme epônimo, obras de arte, e celebrações locais em Des Moines, Washington. Em 2017, o Senado do Estado de Washington reconheceu o 70º aniversário do evento.

## Contexto
Em 24 de junho de 1947, o piloto privado Kenneth Arnold alegou ter visto uma linha de nove objetos voadores não identificados, que brilhavam e estavam passando do Monte Rainier em uma velocidade que Arnold estimou ser um mínimo de 1,200 milhas por hora (1,932 km/h). Este relato ganhou cobertura jornalística em toda a nação e sua descrição dos objetos fez com que a imprensa tornasse o termo disco voador em uma descrição popular para OVNIs. Dez dias depois, o capitão E. J. Smith, seu co-piloto, e uma aeromoça relataram ter visto objetos não identificados no Noroeste do Pacífico.
Após a publicação da história, Arnold foi contatado por Raymond A. Palmer, o editor da revista de ficção científica Amazing Stories na época, que é muitas vezes creditado como o responsável por inventar o conceito de OVNIs. Palmer contou a Arnold sobre a história de dois patrulheiros de porto em Tacoma que alegaram possuir fragmentos de um "disco voador". Palmer pediu para que Arnold voasse para Tacoma para investigar, e em 28 de julho, Palmer transferiu $200 para Arnold, com o objetivo de financiar a investigação.

## Relatos de Dahl e Crisman
Em 29 de julho, Arnold entrevistou Harold Dahl, que relatou o seguinte:

“Em 21 de junho de 1947 às 2 da tarde, eu estava patrulhando a baía leste da Ilha Maury [...] Eu, como capitão, estava dirigindo meu barco de patrulhamento perto da costa de uma baía na Ilha Maury. A bordo estavam dois tripulantes, meu filho de 15 anos e seu cachorro. Quando eu olhei para cima do volante do meu barco, percebi seis enormes aeronaves com formato de rosquinha.”
Dahl disse que um dos objetos “começou a cuspir o que parecia ser milhares de jornais de algum lugar de dentro do centro. Estes jornais, que se revelaram ser uma versão branca de metal muito leve, voaram até a terra.” Segundo Dahl, uma substância parecida com rochas de lava caiu no barco, quebrando o braço de um trabalhador e matando um cachorro.
Dahl disse que seu oficial superior, Fred Crisman, investigou o incidente. Dahl também alegou que um homem vestido de preto se aproximou dele e ordenou que ele não falasse sobre o evento. Em uma entrevista, Crisman relatou ter recuperado destroços na Ilha Maury e ter avistado uma aeronave não identificada.

## Investigações
Arnold recrutou o capitão E. J. Smith da empresa aérea United Airlines, que disse ter avistado um disco voador em 4 de julho. Crisman mostrou destroços de “metal branco” para Arnold e Smith, que concordaram que o objeto era mundano e inconsistente com a descrição de Dahl. Arnold então decidiu contatar o tenente Frank Brown da Inteligência Militar, Quarta Força Aérea, Hamilton Field, Califórnia. Brown chegou no hotel de Arnold em Tacoma junto com o capitão William L. Davidson.
Davidson e Brown conduziram entrevistas, coletaram fragmentos, e se prepararam para o voo de retorno para a Califórnia. Em 1 de agosto, o B-25 Mitchell que os dois estavam pilotando bateu fora de Kelso, Washington, matando os dois homens.
O FBI iniciou então uma investigação formal sobre as alegações de Dahl e Crisman e rapidamente determinou que elas eram falsas, notando que Dahl disse que “Se questionado pelas autoridades, ele iria dizer que foi uma farsa porque ele não queria mais encrenca sobre o negócio.” Os arquivos do FBI também têm detalhes sobre outras histórias alternativas espalhadas por Crisman e Dahl para jornais locais e outros tipos de mídia, e concluíram que os dois entraram em contato com uma variedade de publicações “na esperança de usar publicidade para poder construir sua história até o ponto onde eles poderiam fazer um trato lucrativo com Fantasy Magazine, Chicago, Illinois.”

## Legado
Escrevendo em 1956, o oficial da força aérea, Edward J. Ruppelt, concluiu que "O mistério da Ilha Maury foi tudo uma farsa. A primeira, possivelmente a segunda melhor e a mais suja farsa na história dos OVNIs". Ruppelt comentou que:

"A maioria dos escritores de histórias de discos voadores têm usado esse avistamento ao máximo, apontando como sua principal premissa o fato de que a história deve ser verdadeira porque o governo nunca expôs abertamente ou processou nenhum dos dois farsantes. Isso é uma premissa lógica, porém falsa. O motivo de terem investigado seriamente a farsa da Ilha Maury é porque o governo realmente queria tomar ação legal contra os homens. No último minuto foi decidido, depois de falar com os dois homens, que a farsa foi só uma brincadeira inofensiva que saiu do controle, e que a perda de duas vidas e um B-25 não poderia ser atribuída aos dois homens."
Apesar de o FBI ter determinado prontamente que todo o incidente era uma farsa, a história foi recontada inúmeras vezes. They Knew Too Much About Flying Saucers, um livro escrito por Gray Barker em 1956, que ajudou a popularizar o conceito de “homens de preto”, citou o suposto evento. Os documentos falsos sobre Majestic 12 também mencionaram a história, dizendo que os fragmentos de metal eram partes de um reator nuclear, e que eles tinham sido entregues para a CIA. Em The UFO Investigator’s Handbook, publicado em 1999, Craig Glenday menciona o Incidente da Ilha Maury e o Caso Kenneth Arnold como exemplos de notáveis encontros de OVNI na área de Monte Rainier, que ele considera um “laboratório de OVNIs”.
A história também continuou tendo notoriedade local. O curta-metragem de 2014 The Maury Island Incident retrata a farsa e suas consequências do ponto de vista de Dahl. O patrono de arte John White encomendou um mural de Nancy e Zach Pahl retratando o incidente. A obra de arte está em Des Moines, que fica no Leste da Ilha Maury, no lado oposto de Puget Sound. Em 2017, o Senado do Estado de Washington aprovou uma resolução reconhecendo o 70º aniversário do suposto evento. Em 2024, a cidade de Des Moines realizou sua terceira "Festa de Aniversário dos Homens de Preto" anual em 22 de junho.